# Дорисовка

Дорисовка на стекле. Контрольную работу по комбинированной съёмке выполняет студент операторского факультета ВГИКа (1968).

Дорисо́вка (на современном жаргоне называется «мэт-пэ́йнтинг» или «мэт-пэ́йнт», как прямая транслитерация с англ. Matte Painting) — технология комбинированной съёмки, при которой натурная часть кадра совмещается с рисунком для создания иллюзии окружающей среды, которую по каким-либо причинам невозможно снять напрямую или воспроизвести с помощью декораций. Главная задача специалистов по дорисовке состоит в фотореалистичности получившихся изображений и их органичном сочетании с натурными объектами.

## Историческая справка
Рисованные декорации — наследие театра — в кинематографе применяли с самых ранних дней его существования. Первое в истории применение дорисовки отмечено в 1907 году, когда в ходе съёмок фильма «Калифорнийские Миссии» (англ. The Missions of California) оператор Норман Доун (англ. Norman O. Dawn) решил, что потрескавшиеся здания миссионерских резиденций следует «облагородить» с помощью рисунков на стекле, установленном перед объективом киносъёмочного аппарата. Нарисованные на стекле элементы декорации заслоняли подлинные лишь частично: с их помощью, в частности, заменялись лишь наиболее сильно разрушенные части снимаемых сооружений. Для точного совмещения рисунок выполнялся на стекле, наложенном на заранее изготовленный фотоснимок предполагаемого места съёмки с выбранной точки. Эта методика получила название «дорисовка на стекле» (англ. Glass Shot).
В дальнейшем Доун усовершенствовал своё изобретение, разработав технологию последующей дорисовки с двойной экспозицией.
 В этом случае участки кадра, предназначенные для последующего заполнения рисунком, перекрывались чёрным непрозрачным каше, вместе с которым снималась игровая сцена. Затем на студии с проявленного отрезка отснятой киноплёнки изготавливался фотоотпечаток, чтобы создаваемый художником рисунок был нужного ракурса, тона и характера светотени (цвет придёт много позднее). После масштабного совмещения готового рисунка с ранее отснятым на плёнке игровым материалом, оставшаяся часть закрашивалась чёрной краской, предотвращая засветку. При повторной съёмке оставшиеся ранее не проэкспонированными участки кадра дополняются рисунком. 
Аналогичные методики уже на многослойные плёнки успешно применялись кинематографистами всего мира до середины 1990-х годов.
 Наиболее характерные примеры дорисовок — кадры, где Дороти подходит к Изумрудному городу в фильме «Волшебник страны Оз», замок Ксанаду в фильме «Гражданин Кейн», караван Афанасия Никитина по Волге в фильме «Хождение за три моря», остров-град Буян в «Сказке о царе Салтане», кажущиеся бездонными шахты «Звезды Смерти» в фильме «Звёздные Войны», наконец, городские пейзажи в фильме «Бегущий по лезвию».
С 1990-х годов для дорисовки всё более активно начали применять компьютерные технологии. Первый эпизод с применением цифровой дорисовки относится к 1985 году, в фильме «Молодой Шерлок Холмс» (Paramount Pictures), в сцене, где «оживает» изображение рыцаря на витраже. Витраж был изначально нарисован художником Крисом Эвансом с помощью акриловых красок, затем отсканирован и далее обрабатывался в графическом редакторе Pixar, разработанном в Lucas Arts. Эта же сцена является первым в истории случаем, когда компьютерный анимированный персонаж взаимодействовал в кадре с живым актёром. С помощью традиционной дорисовки добиться эффекта «выхода» анимированного персонажа из витража не получилось бы.

## Домакетка

Домакетка декорации монастыря на съёмках фильма «Последняя реликвия».

Вариантом дорисовки можно считать приём, получивший название «домакетка», когда вместо плоского рисунка используется масштабный уменьшенный макет необходимого объекта. Макет закрепляется перед объективом киносъёмочного аппарата с таким расчётом, чтобы он перспективно совмещался с подлинным ландшафтом без заметной линии стыка. Чаще всего домакетка используется при необходимости изменения внешнего вида зданий и крупных сооружений, позволяя обходиться без строительства декораций в натуральную величину. Достоинством домакетки по сравнению с дорисовкой является точное совпадение светотеневого рисунка со снимаемой натурой и более достоверный характер изображения. Приём использован, например, в советских фильмах «Последняя реликвия» для формирования в кадре монастырских фасадов и «Гостья из будущего» для имитации фантастических построек с помощью подвесного макета.

## Новейшие технологии
На протяжении 1990-х годов традиционная дорисовка по-прежнему использовалась, но всё чаще — в комбинации с цифровым композитингом. Например, в финальной сцене фильма «Крепкий орешек 2» натурные съёмки комбинировались с классической дорисовкой, однако впервые в истории рисунки были предварительно отсняты и оцифрованы, и комбинировались уже с помощью компьютера.
К концу тысячелетия эра дорисовки пришла к концу, хотя ещё в 1997 году для фильма Джеймса Кэмерона «Титаник» вышеупомянутый Крис Эванс изготавливал такие изображения вручную (в частности, изображение спасательного корабля «Карпатия»).
В настоящее время для дорисовки практически исключительно используются редакторы плоской и трёхмерной компьютерной графики, позволяющие осуществлять любые манипуляции с фоновыми изображениями, получать любые комбинации натурных съёмок и компьютерной графики.
Цифровая дорисовка, как правило, представляет собой комбинацию из специально обработанных и чаще всего дорисованных или надлежащим образом раскрашенных референсных фотоизображений и трёхмерной графики.

Современное программное обеспечение позволяет также имитировать наличие объёма у плоских изображений (в том числе, дорисовки и кадров натурных съёмок). Один из наиболее показательных примеров — применение radiosity-алгоритмов в фильме Мартина Скорсезе «Казино», где необходимо было сымитировать освещение улиц Лас-Вегаса в 1970-е годы с его бесчисленными неоновыми вывесками.
Существует также целый ряд программных пакетов, предназначенных исключительно для получения фотореалистичных изображений природных ландшафтов на основе заданных пользователем параметров окружающей среды и/или импортированных 3D-моделей. В частности, пакет e-on Vue применялся при съёмках таких фильмов, как «Терминатор: Да придёт спаситель», «Индиана Джонс и Королевство хрустального черепа», «Пираты Карибского моря II». Ранние бета-версии пакета Planetside Terragen 2 применялись для создания цифровых декораций в фильмах «Золотой компас» и «Звёздный путь: Возмездие».

## Дорисовка в российском кинематографе
- «Турецкий гамбит»[15],[16][17] — ландшафты
- «72 метра»[18] — подводные сцены
- «Обитаемый остров»[16][19] — природные и городские ландшафты, небо
- «Ночной Дозор» — битва на мосту
- «Дневной Дозор» — бег главного героя по руинам